# Friedrich Meyer (Politiker, 1840)
Carl Friedrich Meyer (* 24. Oktober 1840 in Steinhagen; † 8. Januar 1911 in Bielefeld) war ein deutscher Malermeister und Mitglied des Deutschen Reichstags.

## Leben
Friedrich Meyer besuchte die evangelische Volksschule in Steinhagen, die gewerbliche Fortbildungsschule in Bielefeld und erlernte das Malerhandwerk von 1855 bis 1859 in Bielefeld und war daselbst seit 1869 etabliert. Er diente von 1860 bis 1863 beim 2. Westfälischen Infanterie-Regiment Nr. 15 und nahm an den Kriegen 1864, 1866 und 1870/71 teil. Weiter war er Vorsitzender der Handwerkskammer zu Bielefeld seit 1900 und Vorsitzender des Aufsichtsrats des Vorschuß-Vereins Bielefeld e.G.m.b.H. seit 1892. Auch war er langjähriger Obermeister der Maler-Innung und des Innungs-Ausschusses und Mitglied der Stadtverordneten-Versammlung von 1883 bis 1889. Er war Träger der Kriegsdenkmünze für 1864 und des Alsen-Kreuzes (1864), des Erinnerungs-Kreuzes für 1866, der Kriegsdenkmünze von 1870/71, der Landwehr-Dienstauszeichnung und der Centenar-Medaille.
Von 1903 bis 1907 war er Abgeordneter der Deutschkonservativen Partei für den Wahlkreis Regierungsbezirk Minden 2 Herford, Halle (Westfalen) im Reichstag. 1907 kandidierte er erneut zum Reichstag, unterlag aber mit nur 200 Stimmen Unterschied knapp seinem nationalliberalen Konkurrenten. Ab 1904 bis zu seinem Tode war er Mitglied des Preußischen Abgeordnetenhauses.